# Saison Cazeau
Saison Cazeau is een Belgisch bier van hoge gisting.
Het bier wordt gebrouwen in Brasserie de Cazeau te Templeuve.
Het is een goudblond bier, type saison met een alcoholpercentage van 5%.
Bijzonder aan deze saison is dat er gebruik wordt gemaakt van vlierbloesem als smaakmaker tijdens het brouwproces. Omdat vlierbloesem slechts enkele weken per jaar beschikbaar is wordt het bier ook seizoensgebonden gebrouwen.